# Manolo Carot
Manolo Carot, dit Man, est un illustrateur espagnol.

## Biographie
Manolo Carot est né à Mollet del Vallès, dans la province de Barcelone (Catalogne), en 1976. Il étudie le dessin à l'école de Jose à Barcelone, mais se considère autodidacte. À 20 ans, il débute comme dessinateur pour le site érotique Sexole, puis réalise des illustrations pour des jeux de rôles tels qu’Aquelarre et pour les couvertures de la revue spécialisée Lider, dont il a été également le directeur artistique.
Man publie ses premières pages de B.D. chez La Cúpula, dans la revue érotique Kiss Comic. Durant plus de 6 ans, il publie des histoires comme Universitarias (« Université »), Huesos y tornillos (« Des os et des vis »), recompilées par la suite en tomes et éditées aux États-Unis, en Allemagne et aux Pays-Bas. Chez le même éditeur, et avec son ami scénariste Hernan Migoya, il publie deux séries, El hombre con miedo et Kung fu Kiyo. Dessinateur érotique, il s'intéresse à la B.D. plus classique à partir de 2005 avec les deux albums d’Ari et La salvadora del Universo, également réalisés avec Hernan mais publiés cette fois par Glénat Espagne. Man a collaboré à l'édition espagnole de la revue Playboy et a illustré des textes et des ouvrages pédagogiques, des story-boards, des bandes dessinées pour la presse et des couvertures pour différentes revues d'actualité. Il est également professeur de bande dessinée durant ses loisirs.
Sa seule BD érotique disponible en France est Alice au pays du chaos, aux éditions Tabou. Par la suite, il a sorti 2 séries aux éditions Dargaud : En sautant dans le vide et Mia.